# 關川站
關川站（日语：／ Sekigawa eki */?）是位在日本愛媛縣四國中央市土居町、隸屬於四國旅客鐵道（JR四國）的鐵路車站。車站編號為Y27，只停靠普通列車。國鐵時代部份普通列車會通過本站。
通過本站後，將會進入予讚線內第二條隧道：北山隧道，並且經過部份山嶺地段才到達下一站。

## 車站結構
本站自開站以來皆為簡易車站模式，因此並不設過站舍。車站出入口附近亦沒有設置自動售票機或洗手間。
關川站所採用的是另類的「1面2線」的配置，因為它只設有側式月台1個，而非慣常的島式月台設計。設有月台的路軌為避線車道，作用是當普通列車停靠時，可以把主軌道讓給需要通過的特急列車。由於是簡易車站模式，每天的使用量其實不多，這種方法可以節省一個月台的管理事宜。可是這種交換模式只能限2輛特急（交換停車不設上落）或特急／普通列車間的交換，2輛普通列車剛不能利用此站進行交換。後來同線的大浦站昇格為車站時，亦採用了相同的處理方法。
月台實際的有效長度為6輛，但前後由於亦設有伸延路段，因此可容納最長10輛長度的列車。唯一的出入口設於月台中央位置，為無障礙通道，並設有一個細小的候車亭。列車停靠時，上行列車為右側開門，下行列車為左側開門。
另外位於候車亭對面的一座兩層高木製小建築物，為以前人手控制的信號場操作室，現時已棄用。

### 月台配置
| 路線    | 方向 | 目的地                   | 備註                       |
| ------- | ---- | ------------------------ | -------------------------- |
| ■予讚線 | 上行 | 觀音寺、多度津、高松方向 | 不能進行普通列車間的交會。 |
| ■予讚線 | 下行 | 伊予西條、松山方向       | 不能進行普通列車間的交會。 |

## 歷史
- 1961年4月15日：開業。
- 1987年4月1日：日本國鐵分割民營化，車站經營權由JR四國繼承。

## 相鄰車站
四國旅客鐵道
■予讚線
伊予土居（Y26）－關川（Y27）－多喜濱（Y28）

## 外部連結
- 1980年代關川站及附近的圖片。 （页面存档备份，存于）